# بيتر ميركادو
بيتر ميركادو هو لاعب كرة قدم إكوادوري في مركز الوسط، ولد في 1 ديسمبر 1981 في غواياكيل في الإكوادور. لعب مع نادي إيميلك.

## وصلات خارجية
- بيتر ميركادو على موقع اتحاد أوكرانيا (الإنجليزية)
- بيتر ميركادو على موقع قاعدة بيانات كرة القدم.إي يو (الإنجليزية)
- بيتر ميركادو على موقع Soccerway.com (الإنجليزية)
- بيتر ميركادو على موقع عالم كرة القدم.نت (الإنجليزية)